# Tre pesci, una gatta nel letto che scotta
Tre pesci, una gatta nel letto che scotta è un film erotico del 1990 diretto dal regista David Graham (alias Bruno Mattei).

## Trama
Kerry Grant, una ragazza brutta evitata da tutti i compagni di college, tra cui Lou, Miles e Ben, si prende la rivincita alcuni anni dopo, conquistandoli sotto forma di vamp irresistibile e con diverse identità. Prima di rivelarsi, mette alla prova i dongiovanni, promettendo di sceglierne uno solo. Quando Lou, Miles e Ben si sottopongono al giudizio finale, vengono ricevuti dalla brutta Kerry.